# フリッパー上原
フリッパー上原（フリッパーうえはら、1952年2月8日 - ）は、日本のプロボクサー。本名は上原 晴治（うえはら はるじ）。沖縄県那覇市出身。興南高校卒、日本大学文理学部体育学科中退。協栄ボクシングジム所属。元日本フェザー級王者。
WBA世界ジュニアライト級王者・上原康恒は実兄である。

## 来歴
日大一年1970年、全日本アマチュアボクシング選手権大会・フェザー級で優勝を果たした。同年、兄・康恒もライトウェルター級で優勝している。
大学を3年で中退して協栄ボクシングジムに入門、1973年1月11日、アメリカ合衆国カリフォルニア州ロサンゼルスでプロデビュー。ロサンゼルスで4戦4勝し、同年10月28日に5戦目で日本デビュー。
1974年10月21日、のちのWBC世界ジュニアフェザー級王者リゴベルト・リアスコと対戦し、10回判定負け。
1975年3月9日、12戦目で日本フェザー級王者牛若丸原田に挑戦し、2-1のスプリットデシションで10回判定勝ちし王座を獲得。6月27日、ダイレクトリターンマッチで牛若丸原田と再戦し、再度2-1のスプリットデシションで判定を制し初防衛に成功。
1976年3月6日、15戦目で世界王座初挑戦。WBC世界フェザー級王者デビッド・コティ（ガーナ）と敵地・アクラで対戦し、11回TKO負けで王座獲得ならず。
1976年10月10日、山梨県甲府市の山梨学院大学体育館にて吉田秀三との日本王座の3度目の防衛戦に臨み、10回判定負けで王座から陥落した。12月11日、吉田と再戦し、10回判定勝ちで王座を奪回した。同王座は防衛戦を行うことなく返上した。
1977年5月29日、地元・沖縄の那覇市奥武山体育館でWBA世界フェザー級王者ラファエル・オルテガ（パナマ）に挑戦し、15回判定負けで2度目の王座挑戦も失敗し、この試合を最後に現役を引退した。

## 戦績
19戦 13勝(4KO)5敗1分
| 戦           | 日付           | 勝敗 | 時間 | 内容     | 対戦相手                 | 国籍           | 備考                                     |
| ------------ | -------------- | ---- | ---- | -------- | ------------------------ | -------------- | ---------------------------------------- |
| 1            | 1973年1月11日  | 勝利 | 4R   | KO       | モイ・サンチェス         | メキシコ       | プロデビュー戦                           |
| 2            | 1973年3月8日   | 勝利 | 4R   | KO       | モイ・サンチェス         | メキシコ       |                                          |
| 3            | 1973年4月5日   | 勝利 | 10R  | 判定     | ヘクター・ロドリゲス     | アメリカ合衆国 |                                          |
| 4            | 1973年7月5日   | 勝利 | 9R   | 負傷判定 | レオンシオ・メサ         | メキシコ       |                                          |
| 5            | 1973年10月28日 | 勝利 | 7R   | KO       | 徳治                     | 日本(本多)     |                                          |
| 6            | 1973年11月29日 | 勝利 | 10R  | 判定     | コルネリオ・メミン・ベガ | メキシコ       |                                          |
| 7            | 1974年3月26日  | 勝利 | 12R  | 判定     | チェ・ユンホ             | 韓国           |                                          |
| 8            | 1974年5月28日  | 勝利 | 10R  | 判定     | イ・クァンウォン         | 韓国           |                                          |
| 9            | 1974年7月15日  | 敗北 | 4R   | KO       | ウーゴ・バラサ           | コロンビア     |                                          |
| 10           | 1974年9月10日  | 引分 | 10R  | 判定     | サミー・ゴス             | アメリカ合衆国 |                                          |
| 11           | 1974年10月21日 | 敗北 | 10R  | 判定     | リゴベルト・リアスコ     | パナマ         |                                          |
| 12           | 1975年3月9日   | 勝利 | 10R  | 判定     | 牛若丸原田               | 日本(笹崎)     | 日本フェザー級タイトルマッチ(獲得）      |
| 13           | 1975年6月29日  | 勝利 | 10R  | 判定     | 牛若丸原田               | 日本(笹崎)     | 日本フェザー級タイトルマッチ（防衛１）   |
| 14           | 1975年10月12日 | 勝利 | 10R  | 判定     | 足立茂雄                 | 日本(本多)     | 日本フェザー級タイトルマッチ（防衛２）   |
| 15           | 1976年3月7日   | 敗北 | 11R  | TKO      | デビッド・コティ         | ガーナ         | WBC世界フェザー級タイトルマッチ          |
| 16           | 1976年7月26日  | 勝利 | 9R   | KO       | 竹森三城                 | 日本(三迫)     | 日本フェザー級タイトルマッチ（防衛３）   |
| 17           | 1976年10月10日 | 敗北 | 10R  | 判定     | 吉田秀三                 | 日本(協栄河合) | 日本フェザー級タイトルマッチ（王座陥落） |
| 18           | 1976年12月11日 | 勝利 | 10R  | 判定     | 吉田秀三                 | 日本(協栄河合) | 日本フェザー級タイトルマッチ（獲得）     |
| 19           | 1977年5月29日  | 敗北 | 15R  | 判定     | ラファエル・オルテガ     | パナマ         | WBA世界フェザー級タイトルマッチ          |
| テンプレート |                |      |      |          |                          |                |                                          |

## 獲得タイトル
- 第21代日本フェザー級王座（防衛2）
- 第23代日本フェザー級王座（防衛0=返上）